# Hymenandra acutissima
Hymenandra acutissima là một loài thực vật có hoa trong họ Anh thảo. Loài này được (Cuatrec.) Pipoly & Ricketson mô tả khoa học đầu tiên năm 1999.